# マスケランジ (潜水艦)
マスケランジ (USS Muskallunge, SS-262) は、アメリカ海軍の潜水艦。ガトー級潜水艦の一隻。艦名は原住民のオジブワ語を語源とし、ミシシッピ川上流と五大湖に生息するパイクの仲間オオカワカマス（アメリカでの通称マスキー・パイク）にちなんで命名された。

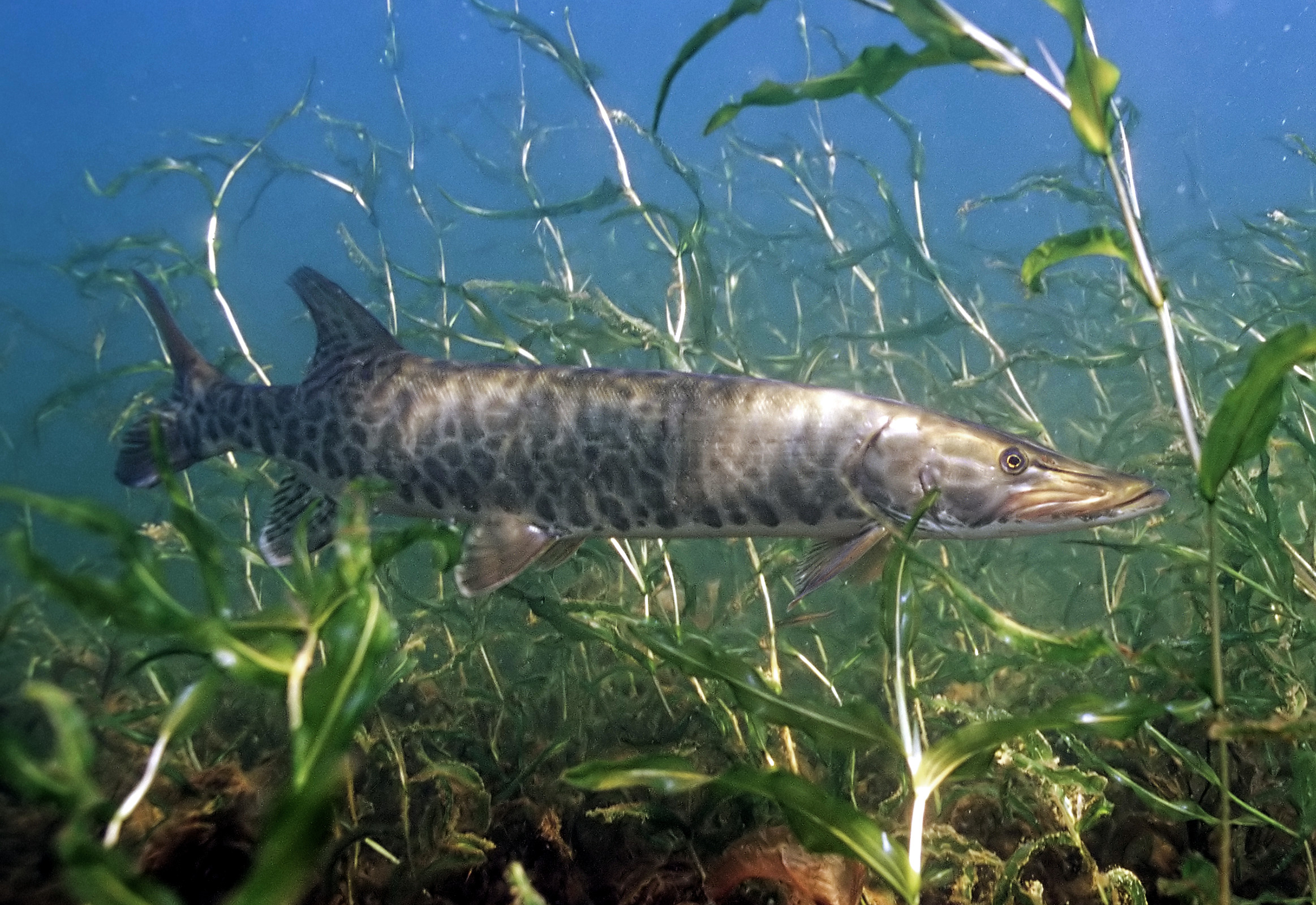
オオカワカマス（Muskallunge）

## 艦歴
「マスケランジ」は1942年4月7日コネチカット州グロトンのエレクトリック・ボート社で起工され、12月13日、同年7月にキスカ島沖で撃沈された「グラニオン (USS Grunion, SS-216) 」の水雷長メリット・D・グラハムの未亡人によって進水。1943年3月15日ウィラード・A・サンダース中佐（アナポリス1927年組）の指揮の下就役する。整調後ニューロンドンを出航し、8月7日に真珠湾に到着した。

### 第1、第2の哨戒 1943年9月 - 1944年1月
9月7日、「マスケランジ」は最初の哨戒でパラオ方面に向かった。「マスケランジ」はUボートが使用していたものをコピーして作られた、新型のMk18型電池魚雷をアメリカ海軍で最初に使用する名誉を担った。9月27日、北緯08度08分 東経133度47分 / 北緯8.133度 東経133.783度の地点でオ608船団を発見し、魚雷を5本発射して2本が命中したと判定。Mk18型電池魚雷は航跡が見えないはずだが、この攻撃では雷跡を発見されており、護衛の水雷艇「鷺」からの爆雷攻撃を受けた。10月2日夜にも北緯11度26分 東経134度10分 / 北緯11.433度 東経134.167度の地点で輸送船団を発見して魚雷を6本発射し、2本が命中したと判断された。この哨戒を通じて、誤動作により手動での魚雷発射を行ったものの、客船と輸送船を破壊したと認定された。10月25日、48日間の行動を終えて真珠湾に帰投。艦長がマイケル・P・ルッシロ中佐（アナポリス1927年組）に代わった。
11月27日、「マスケランジ」は2回目の哨戒でカロリン諸島およびマリアナ諸島南方方面に向かった。12月23日未明、北緯10度04分 東経143度48分 / 北緯10.067度 東経143.800度の地点で1隻の大型輸送船と2隻の護衛艦を発見して魚雷を6本発射し、4つの爆発と1本の命中を確認。12月28日夜にも北緯09度13分 東経147度00分 / 北緯9.217度 東経147.000度の地点で輸送船と3隻の護衛艦を発見し、魚雷を4本発射て「室戸型給炭艦」を撃沈したと判定。1944年1月7日朝にも北緯10度38分 東経142度21分 / 北緯10.633度 東経142.350度の地点で発見した2隻のタンカーを基幹とする輸送船団に対して魚雷を4本発射し、「タンカーに魚雷を2本命中させた」とした。1月21日、56日間の行動を終えて真珠湾に帰投した。この後、「H.O.R.エンジン搭載艦は1隻残らず、暫時エンジンを換装するように」という合衆国艦隊司令長官兼海軍作戦部長アーネスト・キング大将の命令が出ていたのでメア・アイランド海軍造船所に回航され、GM社製278A16気筒エンジンに換装した。

### 第3、第4、第5の哨戒 1944年4月 - 12月
4月30日、「マスケランジ」は3回目の哨戒でフィリピン海に向かった。6月に入ってから他の潜水艦8隻と合流し、マリアナ沖海戦に参加する。ヤップ島近海で哨戒任務に就いた。しかし、担当海域を日本艦隊が通過することはなかった。6月28日にダーウィンに寄港。7月4日、65日間の行動を終えてフリーマントルに帰投した。
8月1日、「マスケランジ」は4回目の哨戒で「フライアー (USS Flier, SS-250) 」とともに南シナ海に向かった。8月14日朝、「マスケランジ」は北緯13度13分 東経120度21分 / 北緯13.217度 東経120.350度のミンドロ島近海で6隻の輸送船、2隻のタンカーおよび2隻の護衛艦からなる輸送船団を発見し、「若竹型駆逐艦」に対して魚雷を4本発射。1本が命中して撃沈したと判断された。南シナ海を西へ向かい、8月21日朝には北緯11度45分 東経109度46分 / 北緯11.750度 東経109.767度のインドシナ半島カムラン湾沖で陸岸に沿って航行中のマサ10船団を発見し、魚雷を6本発射。魚雷は3本が輸送船「だあばん丸」（日本郵船、7,163トン）に向かい、3本のうち1本目と3本目は命中せず陸岸に当たって爆発したが、2本目が命中し、同船は4時間後に沈没した。攻撃後、6時間にわたって爆雷攻撃を受けたが、「マスケランジ」に被害はなかった。9月23日、54日間の行動を終えてフリーマントルに帰投。艦長がローレンス・A・ラジュニー・ジュニア少佐（アナポリス1937年組）に代わった。
10月19日、「マスケランジ」は5回目の哨戒で南シナ海に向かった。主にパラワン島沖を哨戒し、11月19日夜には北緯13度36分 東経116度09分 / 北緯13.600度 東経116.150度の地点で3隻の輸送船からなる輸送船団を発見して魚雷を6本発射したが、命中しなかった。その後、本国でオーバーホールを受けるよう命令が出された。12月14日、56日間の行動を終えて真珠湾に帰投。メア・アイランド海軍造船所に回航されてオーバーホールに入った。オーバーホール中に艦長がウィリアム・H・ローレンス中佐（アナポリス1934年組）に代わり、1945年4月9日に真珠湾に戻ってきた。その後、4月26日に真珠湾を出港し、5月8日にサイパン島タナパグ港に到着した。

### 第6、第7の哨戒 1945年4月 - 8月
5月10日、「マスケランジ」は6回目の哨戒で台湾近海および東シナ海に向かった。この哨戒では、沖縄を空襲する第58任務部隊（マーク・ミッチャー中将）の艦載機や、台湾および中国大陸の要所を空襲するフィリピンからの爆撃機に対する援護任務を主任務とした。5月23日、1艘のジャンクを発見し、浮上して40ミリ機関砲で射撃を行ったところ、相手は青天白日旗を掲げ、さらに調査してみるとクルーは全員中国人だったため解放した。この哨戒では戦闘行為はなかった。7月2日、52日間の行動を終えてミッドウェー島に帰投した。
7月31日、「マスケランジ」は7回目の哨戒で千島列島方面に向かった。8月8日午後、北緯46度41分 東経151度43分 / 北緯46.683度 東経151.717度の地点で濃霧の中を小型船で構成された船団を発見。ところが、小型船の中に機銃を装備していたものがあり、返り討ちに遭った。艦載砲の射手の一人が戦死し、ほかに2名の水兵も負傷して艦体にも若干の損傷があった。「マスケランジ」は魚雷まで発射して反撃し、海上トラック2隻を破壊したが、撃沈までには至らなかった。北緯45度00分 東経149度04分 / 北緯45.000度 東経149.067度の地点で終戦を迎え、しばらく択捉島近海で哨戒を継続した後、8月31日に東京湾に到着。9月2日に戦艦「ミズーリ (USS Missouri, BB-63) 」艦上で行われた降伏文書調印式に参列した後に横須賀港に入港し、翌9月3日に出港した。9月12日、40日間の行動を終えて真珠湾に帰投した。
「マスケランジ」は第二次世界大戦の戦功によって5個の従軍星章を受賞した。

### 戦後・ブラジル海軍にて
「マスケランジ」はニューロンドンに向けて出航し、パナマ運河経由で帰還する。太平洋艦隊との作戦活動後、1947年1月29日に予備役となり太平洋予備役艦隊で保管される。
その後、ブラジル海軍への貸与に先立ち1956年8月31日に再就役し、1957年1月18日に退役、相互防衛援助プログラムの下で貸与され、「ヒューマニタ (S Humanita, S-14) 」と艦名を改められる。1968年3月にアメリカ合衆国に返還され、1968年7月9日にロングアイランド沖で標的艦として沈められた。